# Головчицкий сельсовет (Гомельская область)
Головчицкий сельсовет (белор. Галоўчыцкі сельсавет) — административная единица на территории Наровлянского района Гомельской области Беларуси. Административный центр — агрогородок Головчицы.

## История
Образован в 1924 году.

## Состав
Головчицкий сельсовет включает 13 населённых пунктов:
- Буда Головчицкая — агрогородок
- Будки — деревня
- Гажин — деревня
- Головчицы — агрогородок
- Демидов — агрогородок
- Красный Луч — посёлок
- Красный Остров — посёлок
- Линов — деревня
- Лубень — деревня
- Мальцы — деревня
- Победа — деревня
- Свеча — деревня
- Чехи — посёлок

Упразднённые населённые пункты:
- Червоный Борец[1]. — посёлок
- Маёнток — деревня

## Достопримечательность
- Усадьба Горваттов: усадебный дом, парк, брама (XIX в.) в аг. Головчицы